# انتهاز الفرص في الصيد والقنص
انتهاز الفرص في الصيد والقنص هو كتاب ألفه حمزة الناشري للملك عامر بن عبد الوهاب، فأثابه عليه بجائزة. وهو أوسع ما أُلِّف في الصيد، وهو مقسّم إلى عدة أبواب:
- الباب الأول: فيما جاء في القرآن الكريم من آيات تتعلق بالصيد.[1]
- الباب الثاني: فيما جاء في الحديث النبوي مما يتعلق بالصيد.[1]
- الباب الثالث: في ذكر من اصطاد من الأنبياء والصحابة والخلفاء والملوك القدماء والسلاطين والوزراء والأقيال والشيوخ من الأعراب وغيرهم.[1]
- الباب الرابع: في أسماء الجوارح التي يصاد بها والشرك والقنص والحبائل والحيل.[1]
- الباب الخامس: في أسماء ما يصاد وما يحل من الحيوان وصيد البر والبحر.[1]
- الباب السادس: في الأحكام الفقهية المتعلقة بالصيد والجوارح.[1]
- الباب السابع: في الحكايات المرويات في الصيد والصائد.[1]
- الباب السابع: في الأشعار المنظومة في الجوارح والطرديات.[1]

حقق الكتاب عبد الله محمد الحبشي، ونشرته الدار اليمنية للنشر والتوزيع عام 1405  هـ، الموافق لـ 1985 م.